# Стадион Министри Брин и Сенгел
Стадион министри Брин и Сенгел (шп. Estadio Ministro Brin y Senguel), је био стадион у Буенос Ајресу, Аргентина. Изграђен је и кориштен за Првенство Јужне Америке у фудбалу 1925. године. Овај стадион са 25.000 места је користио ФК Бока јуниорс.
Давање имена стадиона по улици у којој се налази је у то доба било уобичајено. Бока јуниорс је овај стадион користио све до пресељења 1924. године на нов стадион.
Стадион је примао 25.000 гледалаца. Овај стадион је био један од два који су угостили Јужноамерички куп 1925. године. Други стдион је био Стадион Спортиво Баракас.